# Diogenes
Diogenes (tiếng Hy Lạp cổ: Διογένης, đã Latinh hoá: Diogénēs [di.o.ɡé.nɛːs]), còn được gọi là Diogenes Khuyển Nho Sĩ (Διογένης ὁ Κυνικός, Diogénēs ho Kynikós), là một nhà triết học người Hy Lạp và là một trong những người sáng lập ra chủ nghĩa khuyển nho. Ông sinh ra ở Sinope, một thuộc địa của Ionian trên bờ Biển Đen của Anatolia (Thổ Nhĩ Kỳ) vào năm 412 hoặc 404 TCN và qua đời tại Corinth năm 323 TCN.
Diogenes là một nhân vật gây tranh cãi. Cha của ông làm nghề đúc tiền để kiếm sống, và Diogenes bị trục xuất khỏi Sinope khi cha của ông bắt đầu rút bớt kim loại trong tiền đúc. Sau khi bị lưu đày, ông chuyển đến Athens và chỉ trích nhiều quy ước văn hóa của thành phố. Diogenes đã tự làm mẫu theo tấm gương của Heracles, và tin rằng đức hạnh cần được bộc lộ trong hành động hơn là trên lý thuyết. Ông dùng lối sống và hành vi giản dị của mình để chỉ trích các giá trị và thể chế xã hội mà ông coi là một xã hội thối nát, rối ren. Diogenes nổi tiếng về việc ngủ và ăn ở bất cứ nơi nào ông chọn theo cách rất phi truyền thống, và luôn cố gắng trở nên cứng cỏi trước thiên nhiên. Ông tuyên bố mình là một người theo chủ nghĩa quốc tế và là công dân của thế giới chứ không phải chỉ tuyên bố trung thành với một thành bang nào. Có rất nhiều câu chuyện kể về việc Diogenes đi theo bước chân của Antisthenes và trở thành "con chó săn trung thành" của ông ta.
Diogenes đã biến nghèo thành đức hạnh. Ông đi ăn xin để kiếm sống và thường ngủ trong một cái lọ lớn bằng gốm, hay còn gọi là pithos ở chợ. Diogenes trở nên nổi tiếng với những trò đùa triết học của mình, chẳng hạn như mang theo một ngọn đèn vào ban ngày, tuyên bố là đang tìm kiếm một con người  (thường được dịch thành "tìm kiếm một con người trung thực"). Ông chỉ trích Plato, phản đối cách giải thích của Plato về Socrates, và phá hoại các bài giảng của Plato, đôi khi khiến người nghe mất tập trung bằng cách mang theo thức ăn và ăn chúng trong các cuộc thảo luận. Diogenes cũng được ghi nhận vì đã chế nhạo Alexander Đại đế, cả trước công chúng và trước mặt Alexander khi ông đến thăm Corinth vào năm 336 TCN.
Diogenes bị cướp biển bắt và bán làm nô lệ, và cuối cùng ông định cư ở Corinth. Tại đây, ông đã truyền triết lý về Chủ nghĩa khuyển nho của mình cho Crates, đến lượt mình Crates đã dạy nó cho Zeno xứ Citium, người đã đưa nó vào trường phái Khắc kỷ, một trong những trường phái triết học Hy Lạp lâu đời nhất. Không có tác phẩm nào của Diogenes còn lại đến nay nhưng có một số chi tiết về cuộc đời của ông từ các giai thoại, đặc biệt là từ cuốn sách Cuộc đời và y kiến của các nhà triết học lỗi lạc của Diogenes Laërtius và một số nguồn khác.